# Meerzigt
Meerzigt is een hofstede en voormalige buitenplaats in de Nederlandse stad Zoetermeer, provincie Zuid-Holland. Sinds 1974 is de hofstede Meerzigt een rijksmonument.

## Geschiedenis
De Delftse regent Jacob Thierens was betrokken bij de droogmaking van de Driemanspolder, waarvoor in 1668 de vergunning was verleend. In deze nieuwe polder, langs de Voorweg, werd waarschijnlijk in 1672 de huidige boerderij gebouwd, waarna Thierens in 1677 tegen de voorzijde van deze boerderij het huidige landhuis liet bouwen. Mogelijk maakte hij in de tussenliggende periode gebruik van een herenkamer in het voorhuis van de boerderij, totdat de bouw van het landhuis voltooid was.
Thierens overleed al in 1687 en liet de hofstede Meerzigt na aan zijn broer Hendrick, die advocaat was aan het Hof van Holland en tevens burgemeester van Naarden. Hendrick liet de buitenplaats na aan zijn dochter Margaretha, echtgenote van Johan van den Bosch. Hun dochter Henriëtte erfde vervolgens Meerzigt.

### Boerderij
In 1728 kwam de buitenplaats in bezit van de familie Van Teylingen. Zij zouden de laatsten zijn die Meerzigt als buitenplaats gebruikten. Na de verkoop in 1740 aan Gerrit Michiel de Kok werd de buitenplaats Meerzigt namelijk omgevormd tot een boerenbedrijf. In de ruim twee eeuwen die volgden werd Meerzigt door verschillende families uitsluitend als boerderij gebruikt, totdat de familie Groenewegen in 1972 Meerzigt verkocht aan de gemeente Zoetermeer. Het huis was inmiddels vervallen geraakt en de laatste bewoners hadden daarom een noodwoning op het erf in gebruik genomen.

### Restauratie
Van 1977 tot 1982 vond een grootscheepse restauratie plaats. Het landhuis werd in oude luister hersteld, de wagenschuur werd verbouwd tot woning van de nieuwe beheerder, de stal kreeg een functie als trouwplaats, en twee van de drie hooibergen werden omgebouwd tot toilet, wachtruimte en berging. De moderne bedrijfsgebouwen en de noodwoning werden afgebroken.
Rondom het gerestaureerde huis werd in 1982 een nieuwe tuin aangelegd. Hierbij is uitgegaan van een 17e-eeuws Hollands-classicistische stijl. Aan de linkerzijde van het landhuis kwam de 'Thierenstuin' met een strakke en symmetrische indeling. Deze tuin was vol symboliek: de vier paden verwezen naar de Bijbelse rivieren Gehon, Phison, Eufraat en Tigris, het middendeel van de tuin was het paradijs. In dat paradijs stond een etageboom met drie verdiepingen: bovenin woont God, onderin de gewone mens, en in het midden bevindt zich de wereldlijke macht. Verder werden een boomgaard en kruidentuin aangelegd. Bij het toegangshek werden twee taxusbomen geplaatst, die – volgens het oude volksgeloof - de boze geesten zouden verjagen.
In het landhuis werd eerst het Nationaal Schoolmuseum gehuisvest en van 1992 tot 2000 het gemeentelijk kunstcentrum.
In 2006 kocht de Activin Wine Group het complex aan om er een restaurant in de vestigen. De hooibergen werden verbouwd tot keuken en opslagruimte, de tuin werd aangepast en in de wagenschuur kwam een restaurant. De trouwlocatie bleef gehandhaafd.
Op de weilanden aan de zuidzijde is vanaf 1976 de woonwijk Meerzicht gebouwd.

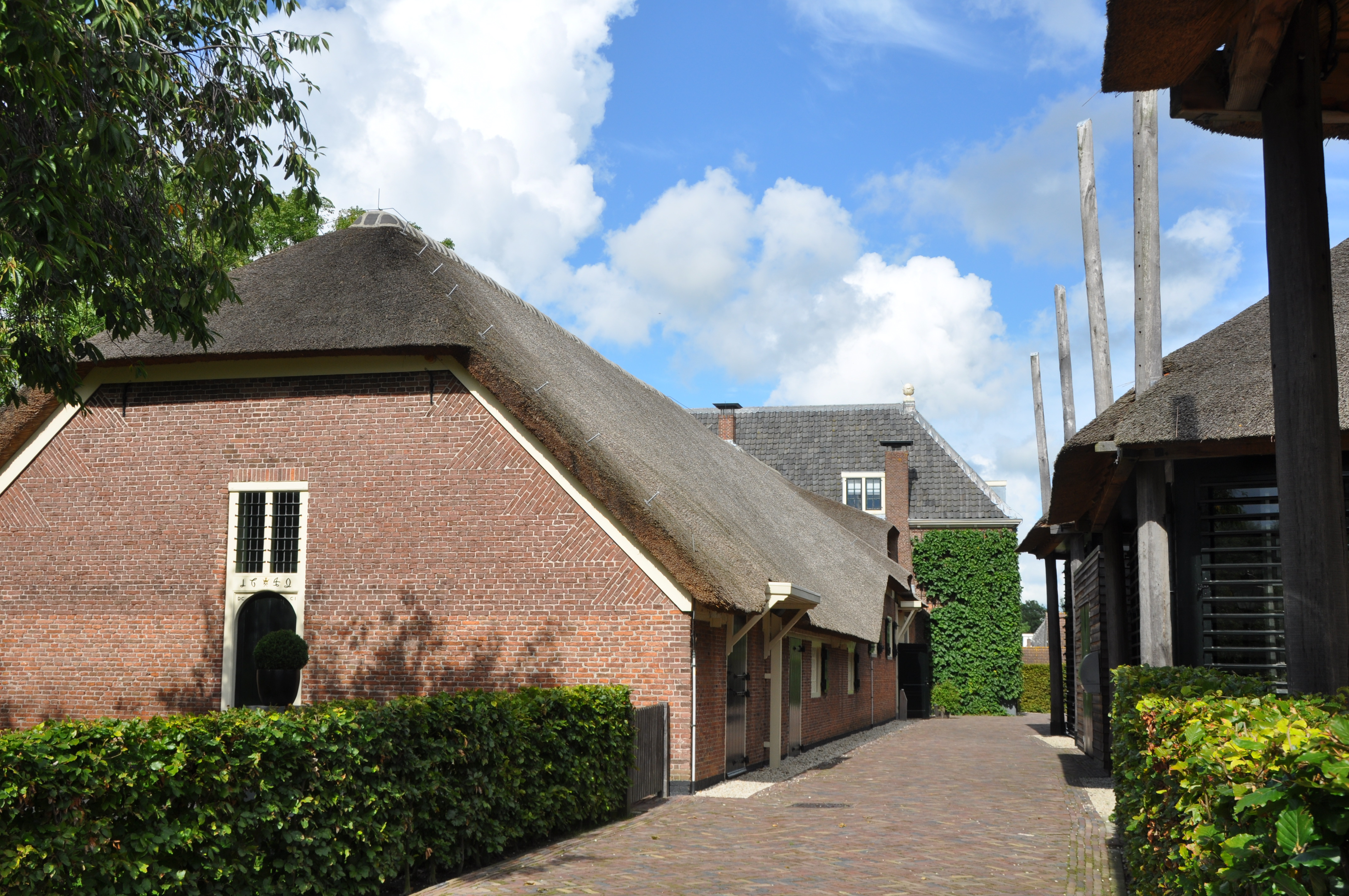
De achterzijde van Meerzigt, met de boerderij

## Naamgeving
Toen Meerzigt werd gebouwd, was het gebied Buitenweg ten noorden van de Voorweg nog niet ingepolderd. Dit oogde daarom nog als een meer. Het landhuis bood uitzicht over dit meer en dankte waarschijnlijk daar zijn naam aan.
In de jaren 1767-1772 werd de Buitenweg drooggelegd. 

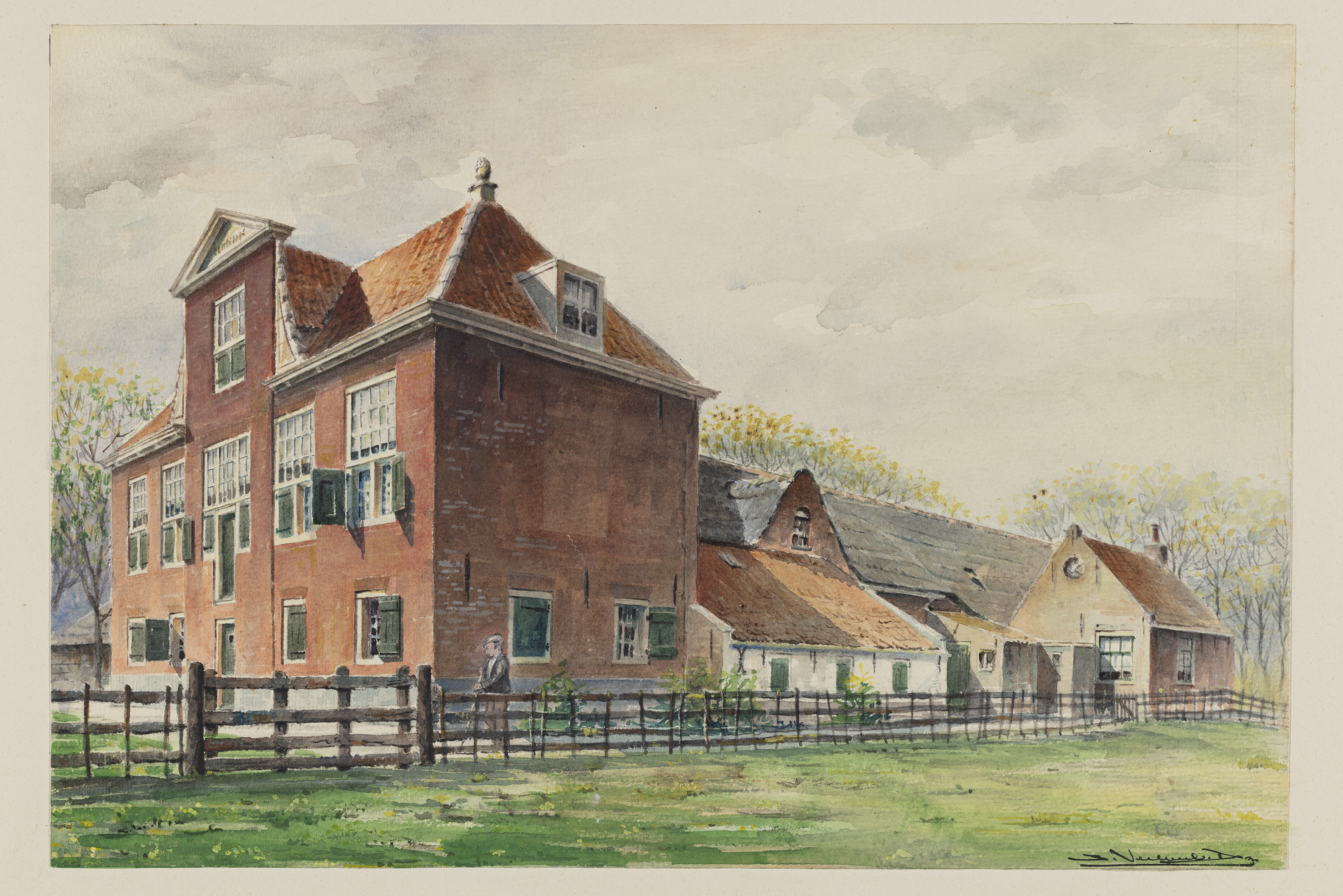
Meerzigt op een tekening uit 1927

## Beschrijving
Meerzigt bestaat uit het landhuis uit 1677 aan de voorzijde en een haaks daarop staande boerderij uit circa 1672 aan de achterzijde, waardoor een T-vormig complex is ontstaan. De boerderij staat overigens enigszins schuin ten opzichte van het landhuisgedeelte. Dit heeft te maken met de oriëntering van beide bouwdelen: de boerderij volgde de scheve kavelstructuur terwijl het landhuis evenwijdig aan de Voorweg werd gebouwd. De architect van het landhuis is onbekend, maar zou mogelijk Philips Vingboons kunnen zijn.
Van 1977 tot 1982 werd het complex geheel gerenoveerd. In 2006-2007 volgde een verbouwing vanwege de nieuwe restaurantfunctie.

### Landhuis
Het classicistische landhuis bestaat uit een souterrain, een verdieping en een zolder. De twee herenkamers bevinden zich op de verdieping. De toegang tot deze verdieping zit in de middenrisaliet van de voorgevel en is via een stenen trap bereikbaar. Deze middenrisaliet loopt uit in een halsgevel met gebeeldhouwde klauwstukken en een fronton. 
De twee herenkamers bieden een uitzicht over de oprijlaan. Beide kamers worden gekenmerkt door houten vloeren en balkenplafonds. In het souterrain zijn de huishoudelijke ruimtes met plavuizen vloeren ondergebracht. Een houten spiltrap verbindt het souterrain met de eerste verdieping en de zolder.

### Boerderij
Het boerderijgedeelte bestaat uit de boerderij zelf en een zomerhuis en melkkelder die aan de rechterzijde zijn aangebouwd. De boerderij wordt door een rieten dak afgedekt, terwijl het zomerhuis en de melkkelder een pannendak hebben. Waar het jaartal 1640 in het deurkalf aan de achterzijde naar verwijst is niet duidelijk, want in dat jaar bestond de polder nog niet en kan er dus op deze locatie geen huis hebben gestaan.
In de boerderij is een woonkamer met een beschilderde schoorsteenmantel. De stal ligt direct tegen de woonkamer aan en bevat nog een steekzolder met knechtenkamer. De stal is in gebruik als trouwzaal.
De wagenschuur werd na de restauratie in 1977-1982 aanvankelijk gebruikt als woning voor de beheerder. In 2006 werd er een restaurant in gevestigd.
Twee van de drie hooibergen zijn in gebruik: de een herbergt een keuken, de ander een wijnopslag. Tussen beide hooibergen is een verbindingsgang aangebracht.

### Tuin
De in 1982 gerealiseerde classicistische tuin is in de jaren 2006-2007 vervangen door een mediterrane wijntuin.